# Saison 2000 de la NFL
Navigation
Édition précédente Édition suivante
La saison 2000 de la NFL est la 81e saison de la National Football League. Elle voit le sacre des Baltimore Ravens à l'occasion du  Super Bowl XXXV.

## Classement général
| Qualifié en play-offs |

| AFC Est              |      |      |      |        |          |            |
| Franchise            | Vic. | Déf. | Nuls | % vic. | Pts pour | Pts contre |
| Miami Dolphins       | 11   | 5    | 0    | .688   | 323      | 226        |
| Indianapolis Colts   | 10   | 6    | 0    | .625   | 429      | 326        |
| New York Jets        | 9    | 7    | 0    | .563   | 321      | 321        |
| Buffalo Bills        | 8    | 8    | 0    | .500   | 315      | 350        |
| New England Patriots | 5    | 11   | 0    | .313   | 276      | 338        |
| AFC Central          |      |      |      |        |          |            |
| Franchise            | Vic. | Déf. | Nuls | % vic. | Pts pour | Pts contre |
| Tennessee Titans     | 13   | 3    | 0    | .813   | 346      | 191        |
| Baltimore Ravens     | 12   | 4    | 0    | .750   | 333      | 165        |
| Pittsburgh Steelers  | 9    | 7    | 0    | .563   | 321      | 255        |
| Jacksonville Jaguars | 7    | 9    | 0    | .438   | 367      | 327        |
| Cincinnati Bengals   | 4    | 12   | 0    | .250   | 185      | 359        |
| Cleveland Browns     | 3    | 13   | 0    | .188   | 161      | 419        |
| AFC Ouest            |      |      |      |        |          |            |
| Franchise            | Vic. | Déf. | Nuls | % vic. | Pts pour | Pts contre |
| Oakland Raiders      | 12   | 4    | 0    | .750   | 479      | 299        |
| Denver Broncos       | 11   | 5    | 0    | .688   | 485      | 369        |
| Kansas City Chiefs   | 7    | 9    | 0    | .438   | 355      | 354        |
| Seattle Seahawks     | 6    | 10   | 0    | .375   | 320      | 405        |
| San Diego Chargers   | 1    | 15   | 0    | .063   | 269      | 440        |

| NFC Est             |      |      |      |        |          |            |
| Franchise           | Vic. | Déf. | Nuls | % vic. | Pts pour | Pts contre |
| New York Giants     | 12   | 4    | 0    | .750   | 328      | 246        |
| Philadelphia Eagles | 11   | 5    | 0    | .688   | 351      | 245        |
| Washington Redskins | 8    | 8    | 0    | .500   | 281      | 269        |
| Dallas Cowboys      | 5    | 11   | 0    | .313   | 294      | 361        |
| Arizona Cardinals   | 3    | 13   | 0    | .188   | 210      | 443        |
| NFC Central         |      |      |      |        |          |            |
| Franchise           | Vic. | Déf. | Nuls | % vic. | Pts pour | Pts contre |
| Minnesota Vikings   | 11   | 5    | 0    | .688   | 397      | 371        |
| Tampa Bay Buccs     | 10   | 6    | 0    | .625   | 388      | 269        |
| Green Bay Packers   | 9    | 7    | 0    | .563   | 353      | 323        |
| Detroit Lions       | 9    | 7    | 0    | .563   | 307      | 307        |
| Chicago Bears       | 5    | 11   | 0    | .313   | 216      | 355        |
| NFC Ouest           |      |      |      |        |          |            |
| Franchise           | Vic. | Déf. | Nuls | % vic. | Pts pour | Pts contre |
| New Orleans Saints  | 10   | 6    | 0    | .625   | 354      | 305        |
| St. Louis Rams      | 10   | 6    | 0    | .625   | 540      | 471        |
| Carolina Panthers   | 7    | 9    | 0    | .438   | 310      | 310        |
| San Francisco 49ers | 6    | 10   | 0    | .375   | 388      | 422        |
| Atlanta Falcons     | 4    | 12   | 0    | .250   | 252      | 413        |

- Green Bay termine devant Detroit en NFC Central en raison des résultats enregistrés en division(5-3 contre 3-5).
- New Orleans termine devant St. Louis en NFC Ouest en raison des résultats enregistrés en division (7-1 contre 5-3).
- Tampa Bay gagne la deuxième NFC Wild Card de la NFC devant St. Louis en raison du résultat enregistré en confrontation directe (1-0).

## Play-offs
Les équipes évoluant à domicile sont nommées en premier. Les vainqueurs sont en gras

### AFC
- Wild Card : 
  - 30 décembre 2000 :  Miami 23-17 Indianapolis, après prolongation
  - 31 décembre 2000 :  Baltimore 21-3 Denver
- Premier tour : 
  - 6 janvier 2001 :  Oakland 27-0 Miami
  - 7 janvier 2001 :  Tennessee 10-24 Baltimore
- Finale AFC : 
  - 14 janvier 2001 :  Oakland 3-16 Baltimore

### NFC
- Wild Card : 
  - 30 décembre 2000 :  Nouvelle-Orléans 31-28 St. Louis
  - 31 décembre 2000 :  Philadelphie 21-3 Tampa Bay
- Premier tour : 
  - 6 janvier 2001 :  Minnesota 34-16 Nouvelle-Orléans
  - 7 janvier 2001 :  New York Giants 20-10 Philadelphie
- Finale NFC : 
  - 14 janvier 2001 :  New York Giants 41-0 Minnesota

### Super Bowl XXXV
- 28 janvier 2001 : Baltimore (AFC) 34-7 New York Giants (NFC), au Raymond James Stadium de Tampa